# Semiramida (operă)
Semiramida (în italiană Semiramide) este o operă în 2 acte de Gioachino Rossini după un libret de Gaetano Rossi (bazat pe tragedia „Sémiramis“ de Voltaire). Opera a fost compusă și  dedicată de compozitor soției sale, cântăreața Isabella Colbran.
Premiera operei a avut loc la Teatro La Fenice din Veneția în ziua de 3 februarie 1823.
Durata operei: cca 3,5 ore.
Locul de desfășurare al acțiunii: Babilon.

## Personajele principale
- Semiramida, regina Babilonului, văduva regelui Nino (soprană)
- Arsace (de fapt Ninia, fiul Semiramidei), general în armata babiloneană (contralto)
- Assur, un prinț, iubitul Semiramidei (bas)
- Idreno, un rege indian (tenor)
- Oroe, Mare Preot (bas)
- Azema, o prințesă (alto)
- Mitrane, căpitan (tenor)

## Introducere
Cu ajutorul amantului Assur, Semiramida, regina Babilonului, își otrăvește soțul, regele Nino. Ninia, copilul perechii regale, este salvat de un comandant scitic în slujba Babilonului și crescut ca și când ar fi propriul său fiu. Copilul primește un nou nume: Arsace. Ninia-Arsace este dat dispărut în Babilonia, după moartea tatălui său Nino. Nici Ninia-Arsace, nici mama sa Semiramida, nu cunosc adevărata lui identitate, numai Marele Preot Oroe. Marele Preot știe și care este cauza reală a morții regelui Nino. Semiramida domnește singură în regat, dar treptat se înstrăinează de iubitul Assur. Ninia-Arsace devine între timp adult, un comandant de trupe bine apreciat. Tatăl său adoptiv moare.